# Across the Dark
Across the Dark è il quarto album in studio del gruppo musicale finlandese Insomnium, pubblicato il 7 settembre 2009 dalla Candlelight Records.

## Tracce
1. Equivalence – 3:18
2. Down With The Sun – 4:24
3. Where The Last Wave Broke – 5:03
4. The Harrowing Years – 6:40
5. Against The Stream – 6:11
6. Lay Of The Autumn – 9:08
7. Into The Woods – 5:09
8. Weighed Down With Sorrow – 5:52

## Formazione
- Niilo Sevänen − voce, basso
- Ville Friman − chitarra
- Ville Vänni − chitarra
- Markus Hirvonen − batteria